# Kukačky (seriál)
Kukačky jsou český rodinný komediálně-dramatický seriál, který pro Českou televizi vyvinula a vyrobila společnost Dramedy Productions. Začal se vysílat 8. ledna 2021 na ČT1. Pojednává o Jakubovi a Tomášovi, dětech – obětech záměny, a osudech jejich rodin.
Poslední díl první řady měl premiéru 2. dubna, seriál byl velice úspěšný; v průměru jej sledovalo 1,7 mil. diváků starších 15 let při podílu 36,50 %.
V březnu 2021 potvrdil programový ředitel ČT Milan Fridrich plánované přípravy na pokračování seriálu; počátkem července 2022, na Karlovarském filmovém festivalu, ČT oznámila, že natáčení pokračování již probíhá (opět pod režijní taktovkou Bisera A. Arichteva) a odhalila, že do chystaného děje přibudou nové postavy a rodiny Holcových a Kadlecových budou bydlet naproti sobě. Druhou sérii Kukaček o třinácti dílech, představenou 11. ledna 2023 v Městské knihovně v Praze, začala Česká televize vysílat 20. ledna téhož roku.

## Děj
Olga a Karel Holcovi žijí na venkově. Po lékařském vyšetření zjistí, že jejich „syn“ Tomáš není jejich biologickým potomkem. Následně se dozvídají, že Tomáš byl v porodnici zaměněn za Jakuba, a do děje seriálu se zapojují jeho rodiče Tereza a Martin Kadlecovi.

## Obsazení

### Kadlecovi a Býčkovi
| Viktor Sekanina                    | Jakub Kadlec                                     |
| Marek Adamczyk                     | Martin Kadlec, otec Jakuba                       |
| Marta Dancingerová                 | Tereza Kadlecová (Býčková), matka Jakuba         |
| Jiří Štrébl                        | Libor Kadlec, otec Martina                       |
| Veronika Freimanová                | Klára Kadlecová, matka Martina                   |
| Luboš Veselý (1988: Antonín Mašek) | Rudolf Býček, otec Terezy                        |
| Petr Kostka                        | Vladimír Býček, otec Rudolfa, děda Terezy        |
| Libuše Švormová                    | Jindřiška Býčková, matka Rudolfa, babička Terezy |
| Jana Kolesárová                    | Alena Býčková, exmanželka Rudolfa, matka Terezy  |

### Holcovi
| Theo Schaefer                     | Tomáš Holec                         |
| David Novotný (1988: Marek Frňka) | Karel Holec, otec Tomáše            |
| Sabina Remundová                  | Olga Holcová, matka Tomáše          |
| Darija Pavlovičová                | Bára Holcová, dcera Karla a Olgy    |
| Denisa Barešová                   | Marcela Holcová, dcera Karla a Olgy |
| Michal Isteník                    | David Holec, bratr Karla            |
|                                   | Karel Holec, syn Marcely            |

### Ostatní
| Klára Cibulková (1988: Diana Dulínková) | MUDr. Kateřina Firstová, porodník                             |
| Jan Dolanský                            | MUDr. Pavel Tesař, porodník                                   |
| Jitka Čvančarová/ Eva Hacurová          | Kamila Tesařová, zdravotní sestra                             |
| Štěpán Benoni                           | Hynek, nápadník Marcely Holcové                               |
| Adam Ernest                             | Luboš Richtrmoc, nápadník Marcely Holcové                     |
| Filip Čapka                             | Josef Máca, kamarád Karla Holce a nádražák                    |
| Helena Dvořáková                        | Květa Richtrmocová, matka Luboše a farářka                    |
| Petr Štěpán                             | Dušan Richtrmoc, otec Luboše                                  |
| Adéla Petřeková                         | Jana, kolegyně Martina Kadlece                                |
| Vilém Udatný                            | Libor Nerad, šef Martina Kadlece                              |
| Ondřej Kraus                            | Ondřej Fuchs, kamarád a kolega Martina Kadlece                |
| Anette Nesvadbová                       | Petra Fuchsová, manželka Ondřeje                              |
| David Máj                               | kpt. Zdeněk Remeš, vyšetřovatel                               |
| Natálie Řehořová                        | Mgr. Lenka Malá, učitelka                                     |
| Andrea Daňková                          | Veronika, zdravotní sestra                                    |
| Lucie Žáčková                           | Veronika, sociální pracovníce                                 |
| Antonio Šoposki                         | Marek Richter, přítel Báry Holcové                            |
| Radim Madeja                            | Oldřich Richter, otec Marka a kamarád Davida Holce            |
| Zdeněk Julina                           | MUDr. Jan Vostrčil, praktický lékař Tomáše Holce              |
| Daniel Svoboda                          | Josef Pádivý, tělocvikář Davida Holce a Terezy Kadlecové z VŠ |

## Přehled řad
| Řada | Díly | Premiéra v ČR  | Premiéra v ČR  |
| Řada | Díly | První díl      | Poslední díl   |
| ---- | ---- | -------------- | -------------- |
| 1    | 13   | 8. ledna 2021  | 2. dubna 2021  |
| 2    | 13   | 20. ledna 2023 | 14. dubna 2023 |